# Garcinia magnifolia
Garcinia magnifolia là một loài thực vật có hoa trong họ Bứa. Loài này được (Pittier) Hammel mô tả khoa học đầu tiên năm 1989.